# Ligne de vie (collection)
Pour les articles homonymes, voir Ligne de vie (homonymie).
Ligne de vie est une collection de l'éditeur Casterman. Ce sont des tranches de vie, comme celles mise en valeur dans des collections comme poisson- pilote.

## Publications

### Séries
- Lucie, de Véronique Grisseau et Catel Muller[1].
- Abel Abigalus, de Jeff Pourquié et Warfi[2].
- Premières chaleurs, de Jean-Philippe Peyraud[3].